# Podochilus sciuroides
Podochilus sciuroides är en orkidéart som beskrevs av Heinrich Gustav Reichenbach. Podochilus sciuroides ingår i släktet Podochilus och familjen orkidéer. Inga underarter finns listade i Catalogue of Life.